# Jože Butinar
Jože Butinar, slovenski agronom in organizator kmetijskega šolstva, * 26. november 1913, Trst, † 18. september 1980, Maribor.

## Življenje in delo
Rodil se je v družini tržaškega policista. Družina se je po 1. svetovni vojni preselila v Maribor, kjer je maturiral na Državni realni gimnaziji (1931). Po diplomi na zagrebški Agronomski fakulteti (1936) je opravil prakso in specializacijo na Kmetijsko poskusni in kontrolni postaji v Mariboru (1937/1938). Služboval je v Hercegovini in na Hrvaškem. V šolskem letu 1945/1946 je poučeval na Kmetijski srednji šoli v Šentjurju. Leta 1946 je bil premeščen v Ljubljano na Ministrsrvo za kmetijstvo Ljudske republike Slovenije, kjer je najprej vodil izvajanje agrarne reforme, nato pa prevzel organizacijo kmetijskega šolstva v Sloveniji (1947-1951). V letih 1951−1960 je bil ravnatelj Kmetijske srednje šole v Mariboru, obenem pa je organiziral ustanovitev Višje agronomske šole v Mariboru (danes Fakulteta za kmetijstvo), ki je zaživela 1960. Naslednje leto je bil izvoljen za direktorja Višje agronomske šole, leta 1970 pa za predstojnika vseh visokošolskih zavodov v Mariboru. Upokojil se je 1974. 
Objavil je okoli 50 razprav, poročil in samostojnih publikacij ter dva učbenika. Z referati je sodeloval na domačih in tujih strokovnih srečanjih s področja agrarne ekonomike in agrarne politike. Prejel je tudi več občinskih, republiških in državnih priznanj ter bil častni in zaslužni član Društva kmetijskih inženirjev in tehnikov Slovenije.